# Okamžik co mění život
Okamžik co mění život je kniha od autorky Jany Freyové, která vyšla roku 2003 v nakladatelství NAVA. Původní německý název zní Der verlone Blick.

## Děj
Kniha je o patnáctileté dívce Leně. Jednoho dne se stane strašná nehoda a Lena se probudí do nového světa v němž panuje temnota. Je slepá. Musí se vyrovnat se svým osudem. Lena stále více propadá do temnoty, její přátelé o ni bojují. Lena se namáhavě musí naučit znovu získat samostatnost a sebevědomí. 